# .56-56 Spencer

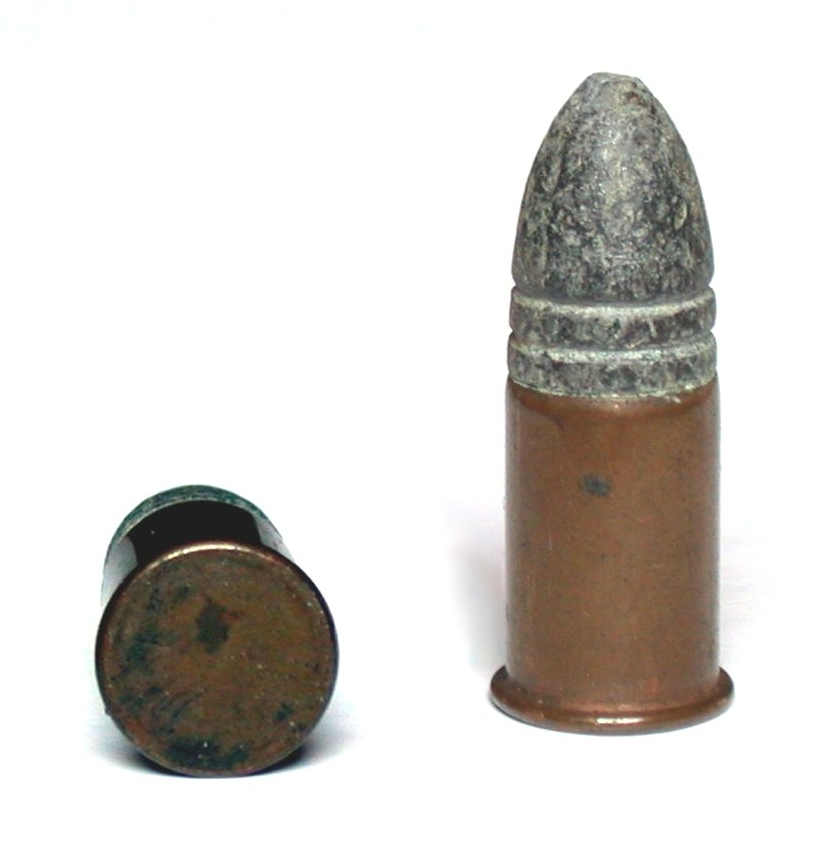
O cartucho .56-56 Spencer,
diâmetro da bala .546 polegadas.

O .56-56 Spencer, é um cartucho de fogo circular de pólvora negra para rifles, patenteado em 1860 por Christopher Spencer. Projetado especificamente para o rifle Spencer, ele foi empregado pela cavalaria durante a Guerra Civil Americana, primeiramente na Batalha de Antietam, em Sharpsburg.
Nenhuma carabina Spencer participou da Batalha de Gettysburg, embora duas unidades de Custer já as tivessem. O .56-56 foi carregado com uma bala de 350-360 gr (22,7-23,3 g) sobre 42-45 gr (2,7-2,9 g) de pólvora negra. O .56-56 Spencer foi utilizado por várias empresas e também foi usado nas carabinas de Ballard e Joslyn. Ele é um cartucho de curto alcance, ineficaz para qualquer caça maior que um cervo. Esse calibre foi comercializado até a década de 1920.